# NGC 5073
NGC 5073 је спирална галаксија у сазвежђу Девица која се налази на NGC листи објеката дубоког неба.
Деклинација објекта је - 14° 50' 47" а ректасцензија 13h 19m 20,8s. Привидна величина (магнитуда) објекта NGC 5073 износи 12,6 а фотографска магнитуда 13,3. NGC 5073 је још познат и под ознакама MCG -2-34-25, UGCA 346, FGC 1594, IRAS 13167-1435, PGC 46441.